# Serban (Çorum)
Serban ist ein Dorf in der Provinz Çorum und im zentralen Landkreis Çorum. Es hat etwa 300 Einwohner und liegt auf einer Höhe von etwa 900 Metern. Serban befindet sich etwa 18 Kilometer südwestlich von der Stadt Çorum.
Haupteinnahmequellen der Dorfbevölkerung sind Landwirtschaft und Viehzucht. Das Dorf verfügt über eine Grundschule.